# Мойспат
Мойспат (нем. Meuspath) — община в Германии, в земле Рейнланд-Пфальц. 
Входит в состав района Арвайлер. Подчиняется управлению Аденау.  Население составляет 142 человека (на 31 декабря 2010 года). Занимает площадь 3,06 км².